# 仏教学研究科
仏教学研究科（ぶっきょうがくけんきゅうか、英称：The Graduate School of Buddhist Studies）は、日本の大学院研究科のうち、仏教学に関する高度な教育・研究を行う機構の1つである。具体的な研究分野については仏教学部および仏教学科も参照。

## 概要
主に、仏教学部の上位に連続した形で設置され、博士前期課程（修士課程）および博士後期課程（博士課程）あるいはそれに相当する課程で構成される。学位は、修士課程は修士（仏教学）を、博士課程は博士（仏教学）等を修めることができる。包摂する領域を掲げる研究科、専攻またはコースは、それに相当する専攻名称等に応じた学位を修める。

## 仏教学研究科を置く大学
- 駒澤大学
- 大正大学
- 武蔵野大学

## 仏教学を専攻できる他の研究科等名称
- 北海道大学大学院 文学研究科 思想文化学専攻 宗教学インド哲学専修（2019年度以降は、文学院 人文学専攻 哲学宗教学講座 宗教学インド哲学研究室に改組予定）
- 東北大学大学院 文学研究科 文化科学専攻 インド学仏教史専攻分野（2019年度以降は、文学研究科 広域文化学専攻 インド学仏教史専攻分野に改組予定）
- 東京大学大学院 人文社会系研究科 アジア文化研究専攻 インド哲学仏教学研究室
- 京都大学大学院 文学研究科 文献文化学専攻 東洋文献文化学系 仏教学専修
- 大阪大学大学院 文学研究科 文化形態論専攻 インド学・仏教学研究室
- 広島大学大学院 文学研究科 人文学専攻 思想文化学教育研究分野 インド哲学専門分野
- 九州大学大学院 人文科学府 人文基礎専攻 インド哲学史専修 インド哲学史教室
- 駒澤大学大学院 人文科学研究科 仏教学専攻（2020年度より仏教学研究科へ改組）
- 駒沢女子大学大学院 人文科学研究科 仏教文化専攻
- 東洋大学大学院 文学研究科 インド哲学仏教学専攻（2011年4月までは仏教学専攻）
- 立正大学大学院 文学研究科 仏教学専攻
- 早稲田大学大学院 文学研究科 人文科学専攻 東洋哲学コース
- 愛知学院大学大学院 文学研究科 宗教学仏教学専攻
- 同朋大学大学院 文学研究科 仏教文化専攻
- 大谷大学大学院 文学研究科 仏教学専攻
- 花園大学大学院 文学研究科 仏教学専攻
- 佛教大学大学院 文学研究科 仏教学専攻
- 龍谷大学大学院 文学研究科 仏教学専攻 ／ 真宗学専攻 ／ 実践真宗学研究科 実践真宗学専攻
- 高野山大学大学院 文学研究科 仏教学専攻 ／ 密教学専攻
- 創価大学大学院 文学研究科 人文学専攻 仏教学専修－創価学会

## 大学院大学
- 国際仏教学大学院大学－霊友会